# Åldfru

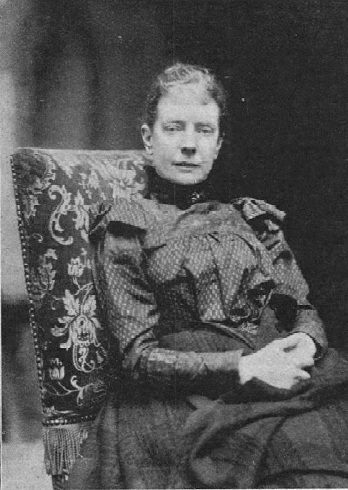
Åldfrun vid Gripsholms slott, fru Zelma Berg (1847–1919), gift med Robert Schough, 1899.

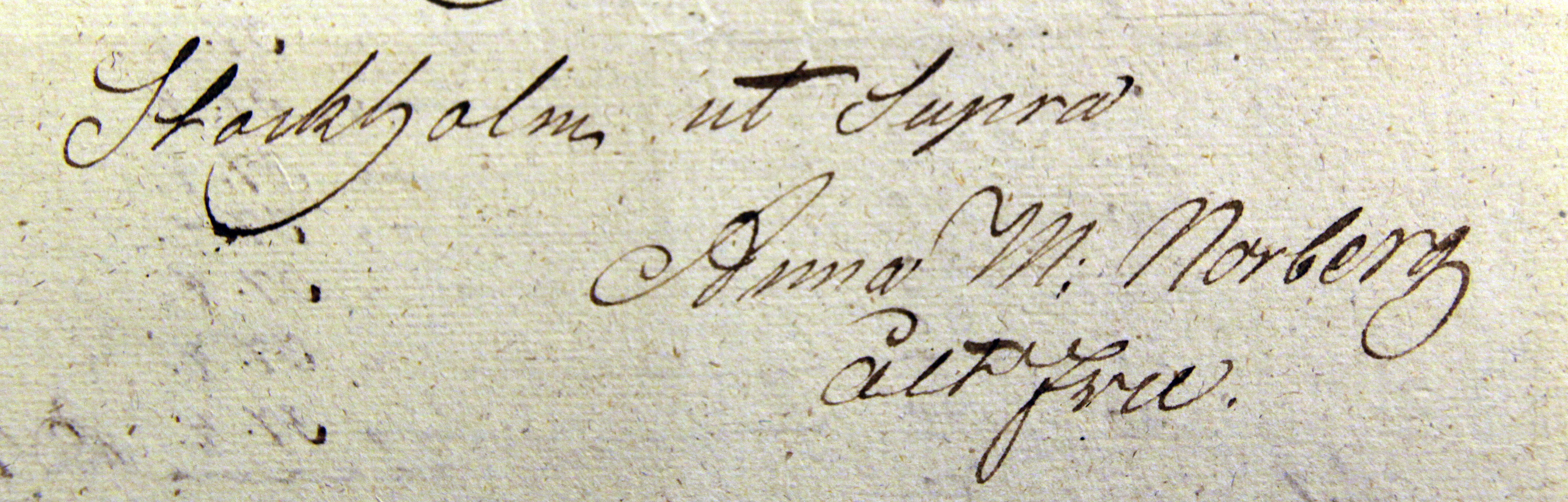
Åldfru Anna Margaretha Norbergs signatur, vid Kungliga Hovets Fatbur i Stockholm, 1813.

Åldfru, även oldfru (av lågtyska old ’gammal’), är en titel för en husföreståndare vid ett slott eller större gods med ansvar för hushållet och linneförrådet. Idag är åldfru en tjänst vid Kungliga Hovstaterna med ansvar för lokalvården, blomsterarrangemang och praktiska förberedelser i samband med kungahusets representation. Förr fanns det en åldfrutjänst vid samtliga kungliga slott. 
Under äldre tid var linneförrådet en av endast två tjänstekategorier vid de kungliga slotten där endast kvinnor anställdes: det andra var hovdamernas kategori, Hovfruntimret.
Föreståndaren för linneförrådet kallades fateburshustru. Hon ansvarade för hovets textilier såsom dukar och lakan, och hade översynen för fateburspigorna (fatbursjungfrurna), sömmerskorna och tvätterskorna.
Från år 1719 kallades fateburshustrun för åldfru.